# Reporters sans frontières
Pour les articles homonymes, voir RSF.
Reporters sans frontières (RSF) est une organisation non gouvernementale internationale fondée en 1985, reconnue d'utilité publique en France et présente en 2020 dans 14 pays. Elle se donne pour objectif la défense de la liberté de la presse et la protection des sources des journalistes. L'association reçoit en 2005 le prix Sakharov du Parlement européen.

## Objectifs
Fondée à Montpellier en 1985 par quatre journalistes (Robert Ménard, Rémy Loury, Jacques Molénat et Émilien Jubineau), sa devise est : « Sans une presse libre, aucun combat ne peut être entendu ». Dans ses communiqués de presse et publications, RSF se définit ainsi : « Reporters sans frontières défend les journalistes emprisonnés et la liberté de la presse dans le monde, c'est-à-dire le droit d'informer et d'être informé, conformément à l'article 19 de la Déclaration universelle des droits de l'homme. »
À sa fondation, RSF se destine à sensibiliser l'opinion sur la situation des pays du tiers monde touchés par des tragédies (famines, guerres, catastrophes naturelles), Robert Ménard réagissant à une interpellation de Rony Brauman à ce sujet : jusqu'en 1988, RSF finance ainsi des reportages sur des situations oubliées du grand public après avoir fait l'actualité. En parallèle, Robert Ménard fonde une autre association, baptisée l'Observatoire de l'information, pour travailler sur la liberté de l'information. Mi-1989, RSF cesse ses reportages, l'Observatoire de l'information perd son nom, et RSF mobilise ses ressources au service de la défense de la liberté d'expression.

## Fonctionnement

La liberté de la presse dans le monde en 2009
(Selon les données du rapport RSF 2010)

L'association comporte un Conseil émérite et un Conseil d’administration.
En 2014, Reporters sans frontières compte neuf sections nationales en Europe (Allemagne, Autriche, Belgique, Espagne, France, Grande-Bretagne, Italie, Suède et Suisse), des représentations en Asie (Bangkok, Istanbul, Tokyo, Taïwan), en Amérique (Montréal, Washington), ainsi que plus de cent vingt correspondants dans le monde.
RSF est membre de l'International Freedom of Expression Exchange (IFEX), un réseau mondial d'ONG censées surveiller les violations de la liberté d'expression. Ce réseau organise, fédère ou relaie les campagnes conjointes ou organisées par ses membres, pour la défense des journalistes, écrivains et autres personnes persécutées alors qu'elles exercent leur droit à la liberté d'expression. Nombre de rapports de RSF contiennent ou sont fondés sur des éléments collectés via ce réseau.
RSF participe également à la plate-forme de l'Union européenne de protection des défenseurs des droits de l'homme.
L'association estime conserver son indépendance grâce aux bureaux internationaux qui peuvent publiquement faire leur propre analyse indépendamment des pressions que pourraient subir les représentants de RSF ou d'autres organisations membres de l'IFEX dans un pays donné ; RSF bénéficie du soutien de représentants de la presse dans de nombreux pays du monde, non exposés aux mêmes pressions inévitables localement.
En 2006, plus de la moitié (58 %) de son financement officiel vient de la vente de livres, de calendriers et autres enchères au profit de RSF. À cela s'ajoutent les dons et cotisations des membres (9 %), le mécénat par des institutions privées (24 %) comme la fondation du milliardaire George Soros, le Center for a Free Cuba, le National Endowment for Democracy créé sous le gouvernement Ronald Reagan lors de l'opération White propaganda (propagande blanche), la Fondation Ford ou encore la Fondation de France et enfin d'institutions publiques françaises (9 %) comme le bureau du premier ministre, le Ministère des Affaires étrangères ou encore l'Organisation internationale de la francophonie,.
Un ancien rédacteur en chef du journal La Croix, Dominique Gerbaud, a été le président de RSF de 2009 à 2013. D'octobre 2008 à janvier 2012, son secrétaire général était Jean-François Julliard, qui avait succédé à Robert Ménard. Le 9 juillet 2013, Alain Le Gouguec, journaliste à France Inter, prend la présidence de l'organisation. Le 25 juin 2015, il est remplacé par Éric Chol (Courrier international). Le 27 juin 2017, Pierre Haski (cofondateur de Rue89, journaliste à L'Obs), lui succède à la présidence.

## Actions
RSF use de divers modes d'action :

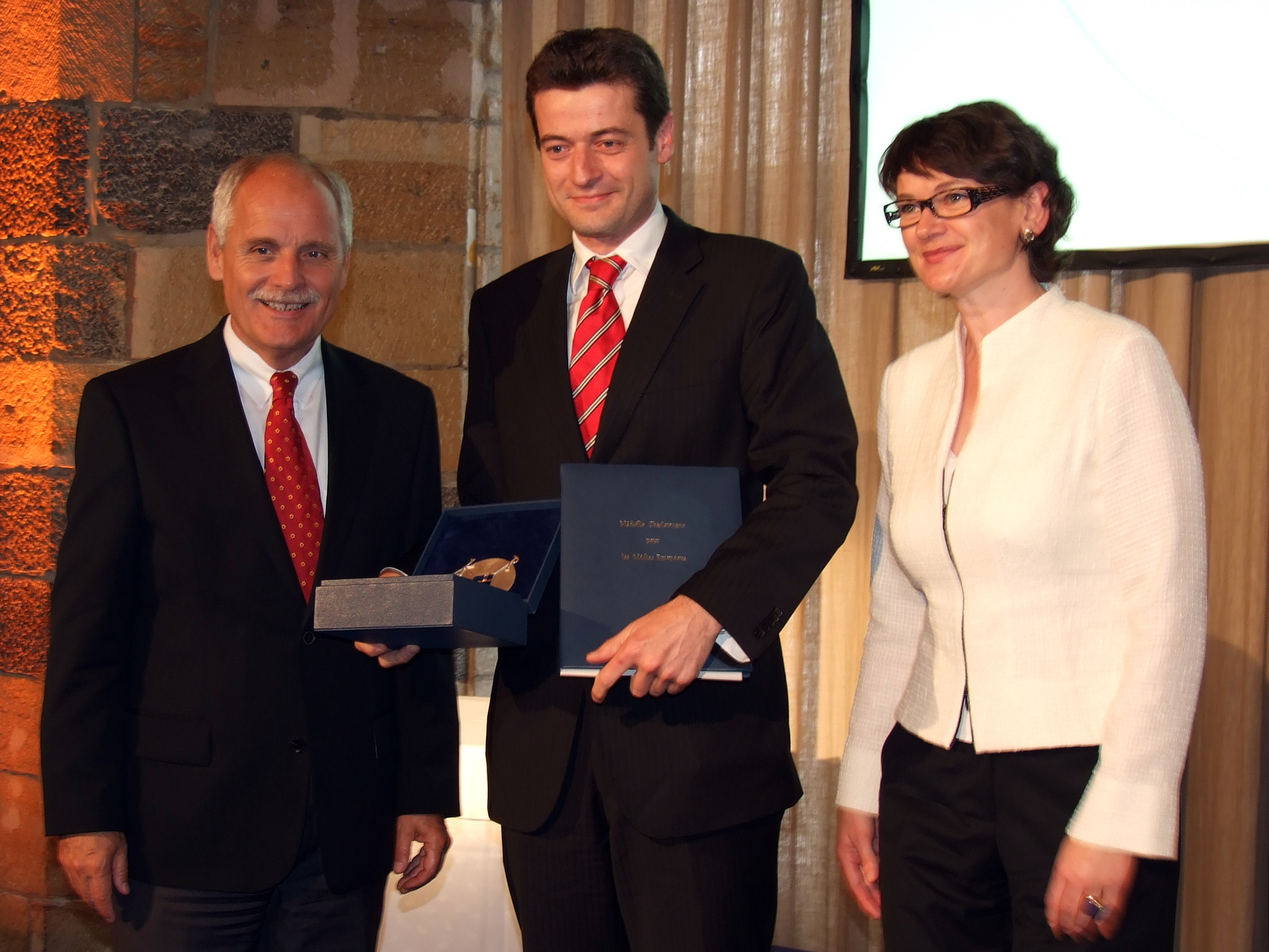
Le secrétaire-général de RSF, Jean-François Julliard (au centre), reçoit, au nom de RSF, la médaille Charlemagne pour les médias européens.

- dénoncer par des actions de communication les atteintes à la liberté de la presse[12] ;
- aider les journalistes et leurs collaborateurs qui sont persécutés à cause de leur activité professionnelle (plus de 200 bourses d'assistance sont distribuées chaque année à des journalistes et médias en difficulté)[13] ;
- aider les journalistes et blogueurs réfugiés[14] ;
- soutenir les familles des journalistes persécutés[15] ;
- aider à poursuivre devant la justice les personnes ou institutions coupables de persécutions à l'encontre des journalistes et de leurs collaborateurs ;
- rassembler des pétitions nominatives de soutien à ses actions, les publier et les présenter auprès des autorités compétentes en termes d'action judiciaire[16] ;
- promouvoir son action auprès de la communauté publique internationale et publier les résultats de son action.

### Rapport annuel
RSF publie chaque année un rapport sur l'état de la liberté de la presse dans le monde pour lequel elle a forgé la notion de prédateurs de la presse pour les chefs d'État, chefs de guerre et dictateurs, qui privent les journalistes de la liberté nécessaire à leur travail. Et qui, non seulement ne les protègent pas, mais les maltraitent, les persécutent, jusqu'à l'assassinat.

### Réseau Damoclès
En raison de l'impunité dont jouissent certains responsables de crimes commis contre les journalistes, RSF a décidé de créer, en janvier 2002, le réseau Damoclès. Son but est d'aider les victimes et d'intervenir auprès des différentes instances juridiques compétentes pour que les responsables soient jugés. Le réseau aide également à financer les assistances juridiques, avocats et détectives, permettant la défense de journalistes emprisonnés ou condamnés, ou blessés ou tués pour lesquels les actions judiciaires tardent ou se refusent à en juger les auteurs. Il a également négocié une « assurance mission » destinée aux photo-reporters, journalistes ou pigistes indépendants, leur assurant (ou à leur famille) une garantie d'assistance en cas de décès accidentel, de dommages physiques ou d'invalidité permanente survenue au cours de leur mission dans le monde entier. Enfin, il prête gracieusement des gilets pare-balles aux journalistes et photo-reporters indépendants indiquant clairement leur appartenance à la presse.

### Journalism Trust Initiative
La Journalism Trust Initiative (JTI) élabore et met en œuvre des indicateurs de fiabilité du journalisme et, par conséquent encourage et récompense le respect des normes professionnelles et de l'éthique. Elle a été lancée et est gérée par RSF avec le soutien de partenaires tels que la European Broadcasting Union (EBU) et l'Agence France Presse (AFP) ,.
La JTI a été élaborée par un panel de 130 experts sous l'égide du Comité européen de normalisation (CEN) et publiée en tant que Workshop Agreement CWA 17493 en décembre 2019,,.

### Internet

Carte des entraves à la circulation de l'information sur le réseau :
censuré
surveillé
partiellement censuré
aucune censure

RSF dénonce aussi le filtrage d'Internet, suit les évolutions des techniques numériques qui menacent les libertés publiques (y compris quand elles sont spécifiques à certains pays où la censure est systématisée), et alerte le grand public sur ces sujets. Le contrôle d'Internet est le fait, pour une part, de pouvoirs publics autoritaires, et pour une autre, de plateformes numériques privées au pouvoir grandissant (privatisation de la censure). Cette double menace peut détériorer, voire empêcher, la présentation objective des évènements, en rendre difficile ou impossible la vérification, contrevenir à la pluralité des sources d'information, et exposer la vie privée des utilisateurs.
Depuis mars 2015, avec son opération Collateral Freedom, RSF met en ligne plusieurs dizaines de sites miroirs de sites d'information censurés Bahrain Mirror, Dan Lam Bao, Fergananews.com, Gooya News, Grani.ru (ru), Gulf Center for Human Rights, Hablemos Press, Mingjing News et Tibet Post International.

### Héros de l'information
RSF nomme chaque année des journalistes au titre de « héros de l'information », généralement à l'occasion de la Journée mondiale de la liberté de la presse. Ont été honorés notamment Ali Abdulemam en 2014 ou encore Adnan Hassanpour, Can Dündar, , Antoine Kaburahe, Narges Mohammadi, Lotfullah Najafizadeh.

### La liberté de la presse en France
L'organisation RSF intervient à propos de la liberté de la presse en France. Ainsi en 2010, celle-ci est classée au 44e rang (elle était au 43e en 2009) loin derrière les bons élèves que sont selon RSF « la Finlande, l'Islande, la Norvège, les Pays-Bas, la Suède et la Suisse ». RSF précise que « L'année 2010 a été marquée par plusieurs agressions contre des journalistes, des mises en examen, des violations ou tentatives de violations du secret des sources ».
Selon Robert Ménard, RSF n'intervient pas au sujet des dérives déontologiques, financières et économiques des médias « parce que, ce faisant, nous risquions de mécontenter certains journalistes, de nous mettre à dos les grands patrons de presse et de braquer le pouvoir économique. Or, pour nous médiatiser, nous avons besoin de la complicité des journalistes, du soutien des patrons de presse et de l’argent du pouvoir économique ». Cette orientation provoque un conflit avec Jean-Claude Guillebaud, l'un des responsables de RSF, qui quitte l'organisation.

### Les JO de Pékin en 2008

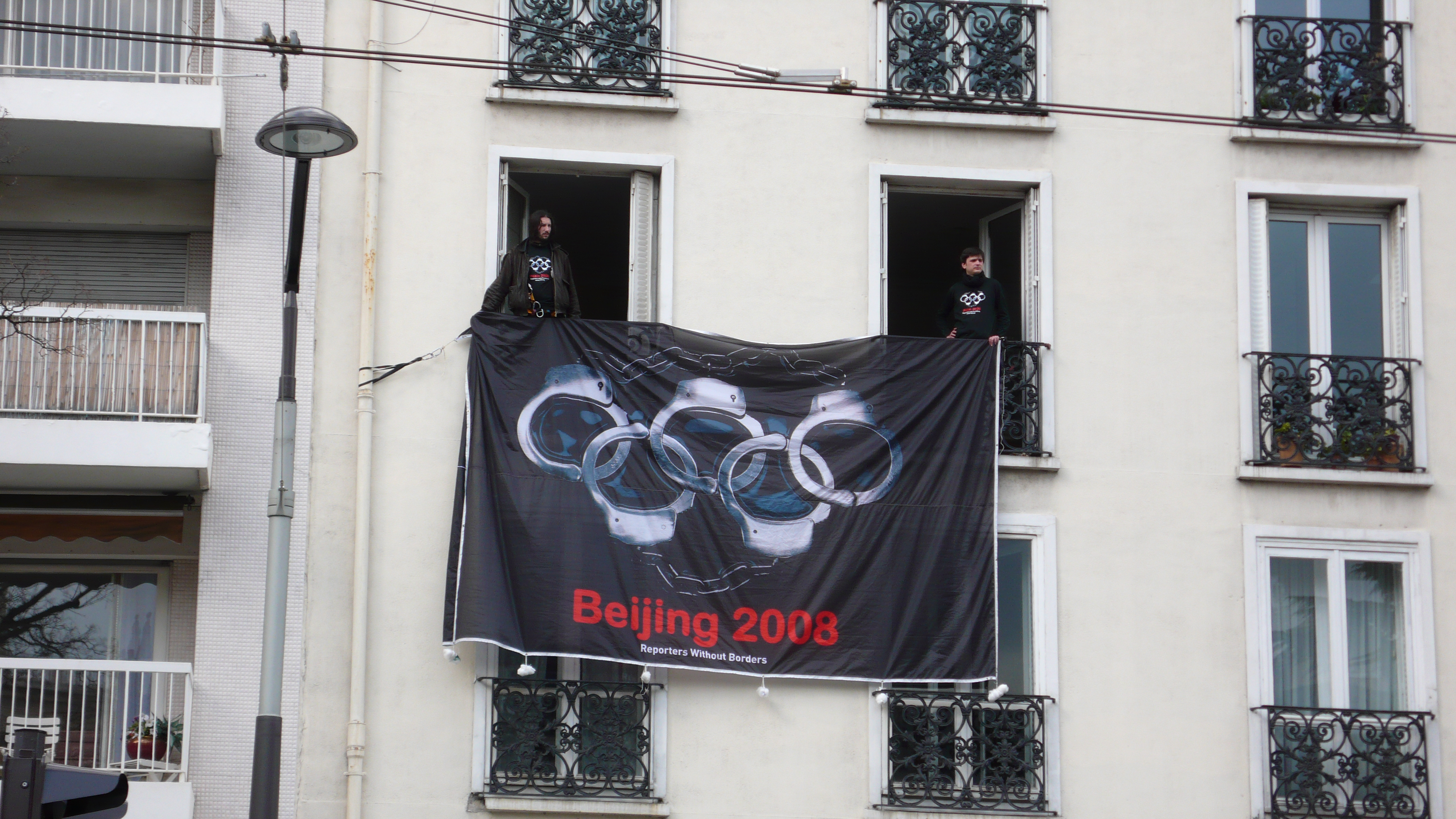
Manifestation à Paris en 2008 avec un drapeau de RSF représentant les anneaux olympiques sous forme de menottes accompagné de la mention « Beijing 2008 ».

Lors du passage de la flamme olympique le 7 avril 2008 à Paris avant les Jeux olympiques d'été de 2008, RSF a organisé des actions spectaculaires, affirmant que les Chinois n'avaient pas accès aux Jeux et dénonçant les violations des droits de l'Homme en Chine. Plusieurs grimpeurs accrochent des drapeaux représentant les anneaux olympiques sous forme de menottes, symboles de la campagne de RSF, sur un grand nombre de monuments emblématiques de Paris.
Le 7 août 2008, à la veille de l'ouverture des Jeux olympiques, RSF a vu, pour la première fois depuis sa création 25 ans plus tôt, une de ses manifestations interdite en France, par la préfecture de Paris. Cette interdiction a été annulée le 8 août par le tribunal administratif de Paris et la manifestation, commencée devant le Fouquet's, avenue des Champs-Élysées, s'est ensuite déplacée vers l'ambassade de Chine,.

### Défense de journalistes américains
Reporters sans frontières a pris position contre l'emprisonnement par le gouvernement américain du blogueur et journaliste Josh Wolf en 2006, après une manifestation anti-G8 à San Francisco. En effet, Wolf refusait de fournir à la justice un film des manifestations. RSF a également évoqué le cas des journalistes Lance Williams et Mark Fainaru-Wada (en), du quotidien San Francisco Chronicle, à qui la justice fédérale a ordonné, le 15 août 2006, de livrer leurs sources d'information dans une affaire de dopage. RSF déclare :

« L'affaire Josh Wolf comme l'affaire du San Francisco Chronicle ne relèvent en aucun cas de la sécurité nationale. Cet argument est utilisé abusivement dans les autres cas de litiges entre la justice fédérale et des journalistes qui refusent de livrer leurs sources ou leurs archives » et considère l'emprisonnement de Wolf comme une « persécution judiciaire. »

RSF a demandé une loi pour protéger le secret des sources aux États-Unis. À la libération de Josh Wolf, après 7 mois de détention, RSF a exprimé « son soulagement ». Le secret professionnel est reconnu aux journalistes dans 33 États de l’Union. Le 16 février 2007, les élus de l’état de Washington ont voté une loi afin de protéger les sources des journalistes. RSF conclut cette affaire en indiquant :

« Les atteintes au secret des sources se sont multipliées ces dernières années, mettant en danger le droit des Américains à être pleinement informés. Trop de journalistes ont passé du temps en prison ou ont été menacés d’y être envoyés. Le Congrès se doit d’adopter au plus vite une « loi bouclier » fédérale reconnaissant aux journalistes le secret des sources. »

### Condamnation de Guantánamo et défense du journaliste Sami al-Haj
L'organisation RSF réclame la fermeture du camp de Guantánamo sur l'île de Cuba et déclare :
« Le scandale juridique et humanitaire incarné par Guantánamo dure depuis maintenant six ans… Le vainqueur du scrutin présidentiel du 7 novembre prochain, qui prendra ses fonctions en janvier 2009, devra mettre fin à une situation humainement intolérable et juridiquement intenable. Nous appelons tous les candidats en lice pour les primaires à s’engager à fermer Guantánamo ».
RSF est intervenu pour la libération du journaliste soudanais Sami al-Haj, de la chaîne d'Al Jazeera, emprisonné au camp de Guantánamo. Considérant qu'aucune preuve n'a été fournie concernant la culpabilité du journaliste, RSF précise que celui-ci a été :
« forcé d'avouer des connexions supposées entre la chaîne qatarie (Al-Jazira) et Al-Qaïda, le cameraman avait été soumis à plus de 150 interrogatoires et régulièrement torturé. ».

### Demande de levée de l'embargo sur Cuba
RSF mentionne que sur les 27 journalistes cubains arrêtés en mars 2003, lors du printemps noir cubain, il restait 19 journalistes emprisonnés lors de l'arrivée au pouvoir de Raúl Castro en 2008 et enfin 6 journalistes incarcérés en septembre 2010 (auxquels il faut rajouter 4 journalistes emprisonnés après 2003). RSF s'est félicité de ces libérations, même si ces journalistes doivent quitter Cuba. Enfin RSF est intervenu en 2010 sur l'embargo des États-Unis contre Cuba et demande que « soit levé l'embargo absurde imposé à l'île depuis 1962 par les États-Unis »,.

### Plainte contre Facebook
Le 22 mars 2021, RSF dépose plainte auprès du procureur de la république de Paris contre le géant du numérique Facebook au motif que le réseau social s'adonne à « des pratiques commerciales trompeuses ». RSF estime en effet que la « prolifération de messages » haineux ou les fausses informations relayées sur Facebook viole les engagements que doit tenir Facebook vis-à-vis de ses utilisateurs. Facebook France et Facebook Irlande, les filiales de Facebook opérant en France, sont visées par cette plainte qui a pour but de démonter que les conditions d'utilisation du réseau social ne sont pas respectées. RSF cherche par cette opération à obliger Facebook à maintenir « un environnement sûr et sans erreurs ». Cette plainte entre dans une dynamique d'autres plaintes déjà déposées par des associations à travers le monde, pour les mêmes raisons. RSF espère ainsi déclencher un précédent afin que Facebook ne publie plus que du contenu vérifié sur ses plateformes.

### Autres actions et prises de position
Le 11 novembre 2019, RSF lance avec dix autres organisations de la société civile le Forum sur l'Information et la Démocratie.
Dans son rapport de 2019 « Le nouvel ordre mondial de l’information selon la Chine », RSF dénonce les efforts du Parti communiste chinois pour établir un « nouvel ordre mondial des médias » sous son contrôle visant à éliminer toute critique à son égard et réduire les journalistes à des auxiliaires de la propagande des États. Ces efforts comprennent l'entrée au capital de médias étrangers, la publicité, des voyages en Chine offerts à des journalistes étrangers et l'organisation d’événements internationaux faisant la promotion de sa vision de l'information.
Dans ses « actualités », le 26 novembre 2020, RSF appelle à la libération immédiate de Julian Assange menacé par l’épidémie de Covid-19 en prison.
Début 2020, RSF utilise le jeu vidéo Minecraft pour bâtir une bibliothèque virtuelle qui abrite des livres contenant des articles en ligne censurés dans certains pays. Cette idée permet ainsi aux utilisateurs de Minecraft vivant dans des pays pratiquant la censure (Arabie saoudite, Vietnam, Chine, Russie ou Mexique) d'avoir accès à des articles écrits par des opposants de leur nationalité ou à des publications interdites par leurs gouvernements. Les livres peuvent être lus par les utilisateurs du jeu mais les contenus ne peuvent en aucun cas être modifiés.

### Saisie de la cour pénale internationale contre la Russie
Début mars 2022, après l'impact d'un missile russe sur la tour de télévision de Kiev, RSF annonce saisir la cour pénale internationale pour dénoncer un crime de guerre. RSF indique qu'au moins trois ou quatre autres tours de radiotélévision ont été touchées depuis le début du conflit russo-ukrainien.

### Lancement du bouquet satellite Svoboda
Le 5 mars 2024, RSF lance, sur le satellite Hot Bird 13G, Svoboda, un bouquet de chaînes de télévision et radio à destination des populations russophones, pour contrer la propagande russe.

### Financements
RSF publie sur son site les financements de l'association.

#### 2007
En 2007, François Pinault a permis à RSF d'acquérir 180 mètres carrés de bureaux à Paris, une acquisition immobilière d'un montant de 2,5 millions d'euros.
Pour Le Monde diplomatique, l'origine des financements de Reporters sans frontières pose la question de son indépendance. En 2007, 15 % de ses financements provenaient du Parlement européen, 10 % de l’État français, des montants indéterminés de plusieurs groupes financiers propriétaires de médias et d’entreprises d’armements, et de la National Endowment for Democracy, fondée par le gouvernement américain pour prendre le relai de certaines activités de propagande auparavant dévolues à la CIA. RSF a aussi reçu des dons du Center for a Free Cuba.

#### 2008
En 2008, la journaliste du Figaro Marie-Christine Tabet, indique que RSF présente un budget de 4 millions d'euros. Près de 2,4 millions d'euros de son budget annuel provient de la vente de calendriers et de livres de photographies. À ces revenus s'ajoutent la vente de produits dérivés. Les financements qui ont fait l'objet de critiques sont de 64 000 € pour le Center for a free Cuba et de 35 000 € pour la National Endowment for Democracy, cette dernière somme étant allouée pour la défense de journalistes africains. Ces deux subventions représentent moins de 2,5 % du budget de RSF. Les dons d'entreprises privées représentent plus de 20 % des ressources de l'ONG. Elle a bénéficié du mécénat des entreprises Sanofi Aventis, Benetton et CFAO.

#### 2019
En 2012, l'association est en graves difficultés financières, mais son nouveau secrétaire général Christophe Deloire parvient à redresser les comptes. En 2019, ses recettes sont de 6,8 millions d’euros, dont 13 % proviennent de subventions publiques françaises.

#### 2021
En 2021, le total des produits d’exploitation s'est élevé à 8,046 millions d'euros, les subventions publiques représentant 53 % des ressources d’exploitation de l’association, soit 4,293 millions d'euros. 74 % de celles-ci sont constituées des subventions allouées par l’Union européenne (1 394 000 €), l'Agence suédoise de coopération internationale pour le développement (SIDA) pour 1 072 000 € et l’Agence française de développement (AFD) pour 960 000 €. Les recettes issues de fondations représentent 13 % des ressources d’exploitation, soit 1,020 million d'euros.
Sont mentionnées Craig Newmark Philanthropies, Ford et la National Endowment for Democracy (NED) autour du Forum pour l’Information & la Démocratie. Les charges relatives au poste activité commerciale s’élèvent à 841 000 €.

## Évolution
Selon l'Observatoire de l'action humanitaire, « Depuis que Jean-François Julliard a remplacé Robert Ménard en septembre 2008, […] RSF ne s’occupe plus seulement des violations des droits de la presse dans les dictatures du tiers-monde et couvre aussi des pays développés comme la France. Un pareil élargissement géographique permet notamment à l’association de réagir aux critiques qui l’accusaient de trop se focaliser sur les régimes de gauche hostiles aux États-Unis ».
En octobre 2011, RSF a ouvert son premier bureau en Tunisie pour surveiller un éventuel retour de la censure et soutenir les journalistes et les blogueurs tunisiens.

## Relations avec l'UNESCO
RSF entretient des relations officielles avec l'UNESCO.
RSF est admise en 1996 pour des relations formelles de consultation en tant que réseau, cette décision est renouvelée en 2002 et 2009.
En 2012, RSF s'est vu refuser la promotion au statut d’organisation « associée » auprès de l’Unesco, à la suite d'une demande du Venezuela, appuyée par le Pérou. Cette demande avançait que les méthodes de RSF ne sont « pas compatibles avec les valeurs défendues par l’UNESCO dans le domaine du journalisme ». RSF conserve ses relations officielles avec l'UNESCO au titre du statut de consultation.

## Alerte contre la censure dans les médias Bolloré
À l'automne 2021, RSF a alerté contre la censure répétée d'enquêtes dans les médias de Vincent Bolloré,,,,, mais aussi contre d'autres médias, afin de limiter les enquêtes sur « ses activités africaines », qui « représentent un tiers du chiffre d'affaires du groupe ». En 2009, une « première enquête sur le sujet est attaquée en justice », rappelle RSF. Elle émane du journaliste de France Inter Benoît Collombat, selon qui Bolloré va ensuite « poursuivre quasiment systématiquement tous les journalistes, les associations ou les ONG qui vont évoquer ces activités africaines ».
Dénonçant des « pratiques représentant un véritable danger pour la liberté de la presse, mais aussi pour la démocratie », l'ONG a diffusé en ligne et produit le documentaire Le Système B, dans lequel « en 15 minutes, 11 témoins décrivent la mécanique d'emprise et d'intimidation mise en place par Vincent Bolloré lorsqu'il prend le contrôle d'un média ou lorsque des journalistes enquêtent sur ses activités industrielles ».
Le documentaire analyse « la censure » pratiquée après la prise de contrôle d'iTélé en 2015, avant qu'elle soit rebaptisée CNews et rappelle qu'après « un mois de grève, la quasi-totalité de la rédaction démissionne ». Valentine Desjeunes, ex-secrétaire générale de la rédaction, y souligne que les journalistes ont été au total « une centaine à partir ». Il raconte aussi comment fut en 2015 interdit d'antenne au dernier moment, puis déprogrammé, « peu de temps après le rachat de Canal+, un documentaire sur le Crédit mutuel, partenaire financier du groupe », titré Évasion fiscale, enquête sur le Crédit mutuel peu de temps après que ce dernier était devenu actionnaire majoritaire de la chaîne cryptée. Cette censure avait été relatée par le magazine Complément d'enquête en 2016. RSF a retrouvé plusieurs des journalistes y ayant travaillé, dont Nicolas Vescovacci, coauteur, et l'ancien rédacteur en chef adjoint de l'émission Spécial investigation sur la chaîne cryptée, Jean-Baptiste Rivoire, qui déplore qu'ensuite, en juin 2016, « l'investigation a été supprimée de Canal+ », et mentionne ses efforts pour tenter de sauver ce qui faisait l'originalité de cette chaîne, en soulignant que Vincent Bolloré « gère par la terreur » exercée contre ses rédactions, « parce que l'information est stratégique pour lui, donc les journalistes sont de petits soldats ». Pascale Clark dénonce aussi, comme d'autres journalistes, « la brutalité totale » des méthodes de Bolloré.
RSF a précisé que la diffusion d'un documentaire, procédure peu habituelle pour l'ONG, « n'est pas une prise de position sur la ligne éditoriale de CNews » mais une série de « recommandations très précises » et une alerte sur « un système d'évacuation du journalisme, voire d'extinction du journalisme », en exigeant des propriétaires des médias, « quels qu'ils soient », le respect du travail des journalistes, qui « n'ont pas à devenir des petits soldats de l'information », pour éviter la situation apparue dans les années 2010 aux États-Unis avec « un champ médiatique totalement polarisé, où des médias servent tel ou tel candidat et ne sont plus au service de l'information ou de l'intérêt public ». Le Système B diffusé à l'automne 2021 par RSF formule ainsi sept recommandations. L'une des sept interpelle le CSA pour « faire respecter l’honnêteté, l’indépendance et le pluralisme de l’information sur la base des conventions actuelles ». RSF incite également « le législateur à mettre en place un dispositif efficace contre les procédures bâillons », armes de dissuasion pour museler les médias.
En 2024, l’ONG est à l’origine du recours, porté devant le Conseil d’État, exigeant de l'Autorité de régulation de la communication audiovisuelle et numérique (Arcom) un plus ample contrôle de la pluralité éditoriale des chaînes, CNews étant directement visé par RSF. En juin 2024, l'organisation dénonce une campagne de désinformation à son encontre organisée par l'agence de communisation Progressif Media, proche du groupe Vivendi de Vincent Bolloré, débutée une semaine après la décision de la haute juridiction. Le 22 juillet 2024, RSF porte plainte contre Progressif Media pour « usurpation d'identité » et « pratiques commerciales trompeuses »,,.

## Critiques adressées à Reporters sans frontières
En 2007, certains journalistes et écrivains (Hernando Calvo Ospina, Maxime Vivas, Salim Lamrani) ont critiqué le financement de RSF, dont une partie émane de fonds d'investissement américains, de groupes de presse, ou d'associations comme l'Open Society Institute de George Soros, le Center for a Free Cuba, la NED et la USAID, et l'Union européenne.
Selon la journaliste du Figaro Marie-Christine Tabet, ces rumeurs proviennent principalement de médias cubains, ou de personnalités conspirationnistes comme Thierry Meyssan, et la campagne de RSF contre la tenue des Jeux olympiques d'été en Chine en 2008, a ravivé les « rumeurs qui circulent » sur son financement par les anticastristes et l'extrême droite américaine.
Robert Ménard, ancien président de RSF, considère que les critiques le visant lui et RSF ont notamment pour origine le gouvernement de Cuba et ses soutiens politiques : le régime castriste est « derrière à peu près tous ceux qui tenteront de disqualifier notre action ». Plus généralement, Robert Ménard considère que les critiques contre RSF n'ont rien d'étonnant et sont normales en ce que l'association met en cause des États puissants, qui répliquent par conséquent par des campagnes de diffamation, et commente : « qu’attendre de régimes qui emprisonnent à tour de bras, qui torturent, qui assassinent ? ». L'écrivain, Maxime Vivas, a publié un livre intitulé La face cachée de Reporters sans frontières, dénonçant des liens avec la CIA. Robert Ménard a répliqué en qualifiant cet auteur de « zélateur du régime castriste » ayant inventé des liens entre Reporters sans frontières et la CIA, voire indirectement avec Ben Laden.

### La question d'un parti pris pro-américain
Dans les années 1990, le journaliste Ignacio Ramonet dénonce un acharnement contre certaines cibles, montrant selon lui un alignement de RSF sur les positions politiques du gouvernement américain. Parmi ceux qui accusent RSF d'être très silencieux lors d'atteintes à la liberté de la presse ou à l'intégrité des journalistes dans certains pays, le journaliste Pierre Rimbert souligne qu'en 1999, au cours de la guerre du Kosovo, RSF ne précisa pas dans son bilan annuel que 18 journalistes avaient été tués lors des bombardements par l'OTAN de l'immeuble de la télévision serbe et de l'ambassade de Chine, alors même que RSF avait dénoncé l’attaque de la télévision belgradoise. Interrogé par Dominique de Montvalon pour Le Parisien en 2008, Jean-Luc Mélenchon, sénateur de l'Essonne, déclara que « RSF [était] une organisation alignée sur les combats du gouvernement des États-Unis d'Amérique » et qui « s'intéress[ait] aux violations de la liberté de la presse chez les ennemis des États-Unis. Rarement ailleurs ».

### Attitude à l'égard du Venezuela, de Haïti et de Cuba
En 2002, le journaliste Maurice Lemoine du Monde diplomatique critiqua l’attitude de RSF à l’égard du gouvernement de Hugo Chavez, en particulier lors de la tentative de coup d’État.
En 2007, RSF qualifia d'atteinte à la liberté d'expression le non-renouvellement, par le gouvernement vénézuélien, de la concession de Radio Caracas Television, une chaîne privée qui, selon le journaliste Hernando Calvo Ospina, « [avait], à de multiples occasions, transgressé la loi et ouvertement participé au coup d'État du 11 avril 2002 ».
En 2004, dans son rapport annuel sur Haïti, RSF affirma qu’un « climat de terreur » régnait à l’encontre de journalistes qui critiquaient le président Jean-Bertrand Aristide.
Selon un article de Diana Barahona et Jeb Sprague publié par la revue CounterPunch, après l’éviction d’Aristide, RSF affirma que la liberté de la presse s’était renforcée, mais ne dit rien dans ses rapports de 2005 et 2006 sur l’exécution extrajudiciaire du journaliste et reporter radio Jean Abdias, ni sur l’arrestation des journalistes Kevin Pina et Jean Ristil.
Selon un article de Diana Barahona publié en 2005 par la revue CounterPunch, Robert Ménard se rendit à La Havane en septembre 1998 pour recruter une vingtaine de personnes acceptant d'écrire des articles pour le compte de RSF moyennant un salaire de 50 dollars par mois par personne. Un des journalistes, Nestor Baguer, qui travaillait en fait pour la Sécurité cubaine, révéla que les journalistes, loin de recevoir un salaire, étaient payés à la pige et que leurs articles devaient attaquer le gouvernement cubain.
En 2004, RSF a classé Cuba dans les dix pires pays en matière de liberté de la presse, devançant notamment la république populaire de Chine, l'Irak et d'autres pays (Brésil, Haïti, Mexique, Pérou) où des crimes, notamment des assassinats, auraient été commis contre des journalistes. Pourtant, aucun assassinat de journaliste n'a eu lieu à Cuba depuis la révolution de 1959. La raison invoquée par RSF pour la position de Cuba à ce classement est la détention de vingt-et-un « professionnels des médias ».

### La liberté de la presse en France selon Robert Ménard (2001)
En 2001, dans son livre Ces journalistes que l'on veut faire taire, Robert Ménard explique qu'un différend d'importance l'opposa à ses prédécesseurs, dont Jean-Claude Guillebaud. Ce dernier, soutenu par une grande partie des militants de l'association, estimait que celle-ci devait dénoncer, en France même, les dérives déontologiques, financières et économiques qui caractérisent l'évolution du monde médiatique (les concentrations et la restriction du pluralisme, par exemple). Pas question, répondait Ménard : « Parce que, ce faisant, nous risquons de mécontenter certains journalistes, de nous mettre à dos les grands patrons de presse et de braquer le pouvoir économique. Or, pour nous médiatiser, nous avons besoin de la complicité des journalistes, du soutien de patrons de presse et de l'argent du pouvoir économique ». « Nous avons décidé de dénoncer les atteintes à la liberté de la presse en Bosnie ou au Gabon et les ambiguïtés des médias algériens ou tunisiens… mais de ne pas nous occuper des dérives françaises ».
Depuis, RSF a mis en place, au sein de son bureau Europe, un bureau France qui suit de près les atteintes à la liberté de la presse en France, et intervient le cas échéant[réf. nécessaire].

### Retrait par l'UNESCO de son soutien à la «journée de la liberté sur internet» (2008)
Le 12 mars 2008, RSF organisait une « Journée pour la liberté sur internet » destinée à dénoncer la cybercensure dans le monde : la répression des blogueurs à travers le monde serait croissante et les fermetures de sites Internet toujours plus nombreuses. L'UNESCO, qui patronnait la journée, lui a retiré son soutien, invoquant que certains éléments avait été présentés par RSF à l'insu de l'UNESCO et de façon à laisser croire que celle-ci soutenait ces informations.

### Refus de promotion comme ONG associée à l'UNESCO
En février 2012, le Comité sur les partenaires non gouvernementaux du Conseil exécutif de l'UNESCO, a souscrit à une demande du Venezuela, appuyée par le Pérou, de « rayer de la liste des ONG admises au statut d’association », avançant que les méthodes de RSF ne sont « pas compatibles avec les valeurs défendues par l’UNESCO dans le domaine du journalisme ». Le Comité précise toutefois que RSF poursuivra ses relations officielles de partenariat avec l'UNESCO au titre du statut de consultation.
De son côté, RSF dénonce une opération de désinformation sur le terme d'exclusion, précisant qu'au cours du Conseil exécutif de l’UNESCO, s’est vu refuser la promotion, recommandée au préalable par la directrice générale de l’UNESCO, Irina Bokova, au statut d’« organisation associée » par les délégations de certains pays. RSF considère que son statut auprès de l’UNESCO obtenu en 1996 et renouvelé en 2002 et 2009, reste inchangé.

### Financements et dépenses (depuis 2005)
Certains journalistes et écrivains ont critiqué le financement de RSF par des fonds américains, des groupes de presse, l'Open Society Institute de George Soros, le Center for a Free Cuba, et l'Union européenne.
Des révélations faites en mai 2005 ont montré que RSF était aussi financé par le département d'État américain par l'entremise du National Endowment for Democracy, association qui finance quasi totalement le Center for a Free Cuba. RSF conteste l'importance de ce financement et déclare :

« En y renonçant nous donnerions du crédit à ces calomnies fondées sur un antiaméricanisme nauséabond et une sympathie incompréhensible pour le régime castriste. Ce pays arrive juste après la Chine par le nombre de journalistes incarcérés dans ses geôles. »

En 2005, selon Jean-Guy Allard (en), l'Union européenne a versé plus d'un million d'euros à RSF.
Le site de Reporters Sans frontières, précise en 2009, que l'organisation est financée par le National Endowment for Democracy, ainsi que Sanofi Aventis, la Compagnie française de l'Afrique occidentale (rebaptisée CFAO depuis, dont une des principales activités est l'import de médicaments en Afrique), ou encore le Center for a Free Cuba (également financé par la NED).

### Contestation par le Cameroun de son classement pour 2010
Réagissant au classement 2010, Issa Tchiroma Bakary, ministre de la Communication du Cameroun, s’est « insurgé » contre le passage de son pays de la 109e à la 129e position, en comparant avec la situation en Irak. Le ministre a évoqué le décès du journaliste Bibi Ngota, incarcéré à Yaoundé. Selon le ministre, ce journaliste a été emprisonné pour faux et usage de faux, donc son décès ne devrait pas avoir de conséquence sur le classement. Par ailleurs le ministre s'est engagé à améliorer les conditions d'accès à l'information pour les journalistes.

### Manifestations sur la voie publique en France et proximité avec le gouvernement d'Emmanuel Macron
Contrairement à son prédécesseur Jean-François Julliard, le secrétaire général de l'association Christophe Deloire est considéré comme « trop proche du pouvoir » français par le reporter issus des mouvements sociaux Taha Bouhafs, débat qui a émergé après le schéma national du maintien de l’ordre (SNMO), voulu par le gouvernement français pour restreindre le droit de diffuser des images de manifestations à la suite des nombreuses blessures graves, notamment des éborgnements subis par des personnes participant aux manifestations sur la voie publique au moment du Mouvement des Gilets jaunes. Il est également décrit par Libération comme « Macron-compatible ».
Christophe Deloire a indiqué que dans une époque « où tout le monde a une caméra, peut enregistrer, peut diffuser d'ailleurs de temps à autre des images extrêmement intéressantes, même d'utilité publique », RSF « souhaitait porter une vision exigeante du journalisme », basé sur des méthodes professionnelles et des règles éthiques,[source insuffisante].
Ce débat est intervenu en 2020 quand RSF fut critiquée, notamment par Gaspard Glanz et Taha Bouhafs, pour avoir tardé à condamner l’article 24 du projet de loi sécurité globale pénalisant la diffusion d'images de policiers,,. Le 3 novembre, RSF laisse penser que l'article 24 ne pose pas de problème, puis rectifie le lendemain en demandant qu'« à ce qu'en aucun cas la PPL Sécurité globale n’empêche les médias et journalistes, dans leur mission d'information, de diffuser des images de policiers ». L'ONG avait participé, comme d'autres associations, aux consultations du ministère de l’Intérieur à l’élaboration du nouveau schéma national du maintien de l’ordre (SNMO), que des journalistes considèrent comme une entrave à la liberté d’informer.
En octobre 2023, Christophe Deloire est nommé à la tête des États généraux de l’information. Le quotidien se pose alors la question, en raison de son cumul de fonctions entre la direction de Reporters sans frontières et sa nouvelle fonction de délégué général des Etats généraux du droit à l’information (EGI) « comment le secrétaire général de l’ONG de défense de la liberté de la presse, toujours prompte à dénoncer la bollorisation des médias ou les atteintes au secret des sources, va endosser ce rôle d’arbitre » dans cette « consultation citoyenne » voulue par Emmanuel Macron.

## Publications
Depuis 1992, RSF publie la collection de livres de photographies : 100 photos pour la liberté de la presse. D'une périodicité de trois fois par an, les livres sont bilingues français-anglais et l'intégralité des ventes revient à l'ONG pour financer ses missions.
Reporters sans frontières crée ou met à jour chaque année des publications, diffusées gratuitement sur Internet ainsi que des livres, brochures ou magazines, grâce au concours de personnalités du monde des arts et des médias.
Par ailleurs, RSF publie en France Qui-vive !, journal d'information murale destiné au jeune public. Il est lancé en 2005, sous forme d'affiches hebdomadaires de dimensions 60 x 80 cm, placardées sur les murs de Paris. Destiné, selon ses créateurs, à défendre les droits de l'homme et la liberté de presse, Qui-Vive ! parle aussi de l'actualité et vise à démontrer que l'affichage peut être affecté à autre chose qu'à faire de la publicité et qu'il peut donner de nouvelles habitudes de lecture.

## Distinctions
- En 2005, l'association a été lauréate du prix Sakharov pour la liberté de l'esprit décerné par le Parlement européen[101].